# مزرعه شکار

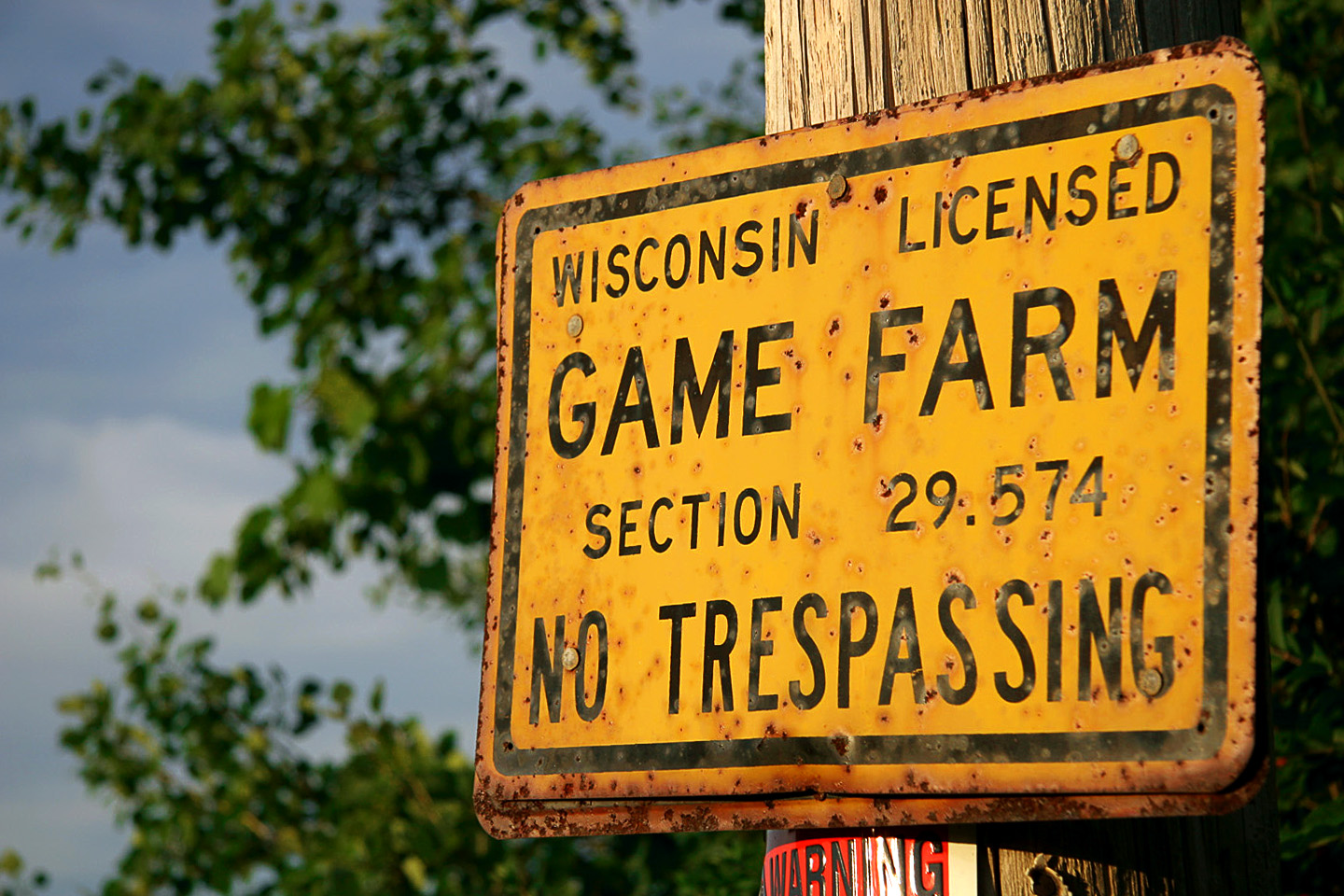
علامت «عدم تجاوز» از مزرعه شکار در شهرستان Dane، ویسکانسین

مزرعه شکار (به انگلیسی: Game farm) جایی است که حیوانات شکار در آن پرورش داده می‌شوند تا مناطق حیات وحش را برای شکار ذخیره کنند.  این اصطلاح همچنین شامل مکان‌هایی می‌شود که چنین جانورانی برای فروش به عنوان غذا یا برای عکاسی پرورش می‌یابند. وجود آنها در حومه‌های آفریقای جنوبی که در آنجا رایج شده‌اند مثال زده شده‌است. حیات وحشی که شکار می‌شود برای مصرف و اکوتوریسم نیز استفاده می‌شود. قوانین محلی در آفریقای جنوبی در طول سدهٔ بیستم، مالکیت خصوصی حیات وحش را مجاز کرده‌است، که امکان توسعه و امکان اقتصادی مزارع شکار را نسبت به دامداری معمولی فراهم کرده‌است.